# Vincenzo Pedicone
Vincenzo Pedicone (Montorio al Vomano, 22 marzo 1956) è un ex sollevatore italiano.

## Biografia
Nato nel 1956 a Montorio al Vomano, in provincia di Teramo, gareggiava nella classe di peso dei pesi medi (75 kg).
A 24 anni ha partecipato ai Giochi olimpici di Mosca 1980, validi anche come campionati mondiali, nei pesi medi, chiudendo 10º con 295 kg totali alzati, dei quali 130 nello strappo e 165 nello slancio.
Nel 1977 e 1979 ha preso parte ai Mondiali, rispettivamente a Stoccarda, in Germania Ovest e Salonicco, in Grecia.